# ライ・グァンリン
ライ・グァンリン（賴冠霖、朝: 라이관린、英語: Lai Kuanlin、2001年9月23日 - ）は、台湾出身の韓国の歌手・俳優・ダンサーであり、男性アイドルグループ「Wanna One」の元メンバーである。

## 略歴
- 2017年4月〜6月 - 「PRODUCE 101 (Season 2)」に出場。同年8月、Wanna Oneとしてデビュー。
- 2019年1月 - Wanna One解散。
- 2019年3月9日 - PENTAGONウソクとのユニット「ウソク × クァンリン」でミニアルバム「9801」を発売[1]。
- 2019年4月6日 - 韓国国内で初の単独ファンミーティング「2019 LAI KUANLIN Fan Meeting『Good Feeling』」を開催[2]。
- 2019年10月23日 - 中国のテレビ局である湖南衛視制作のドラマ「初恋という名の小さな宝物」に主演として出演[3]。
- 2019年11月 - 所属事務所のCUBEエンターテインメントを相手取り、専属契約の効力停止の仮処分申請を提起したが棄却[4]。
- 2021年6月 - 上述のCUBEとの紛争を巡り、棄却を不服として控訴したが、2020年5月にも棄却されたため、これとは別に提起していた専属契約の効力不存在確認訴訟で勝訴した[5]。

## ディスコグラフィー

### 韓国

#### ウソク × クァンリン
| No. | タイトル             | 収録曲 |
| --- | -------------------- | --- |
| 1st | 9801 (2019年5月22日) | 1. 별짓 - title 2. Hypey [Feat. Jackson Wang] 3. Always Difficult Always Beautiful 4. Good Feeling 5. DOMINO |

### 中国

#### シングル
| No. | タイトル                 | 備考                                     |
| --- | ------------------------ | ---------------------------------------- |
| 1st | 訊號 (2019年7月27日)     |                                          |
| 2nd | 初恋 (2019年10月23日)    | ドラマ「初恋という名の小さな宝物」主題歌 |
| 3rd | 沖吧少年 (2021年3月10日) | ドラマ「别想打扰我学习」主題歌           |

## テレビ

### 中国
- 初恋という名の小さな宝物（2019年10月23日-2019年11月21日、湖南衛視） - 主演：梁又年 役
- 别想打扰我学习（2021年3月10日-、芒果超媒、芒果TV、芒果娱乐による共同制作） - 主演：林暁蘭 役